# Konserwator oleju

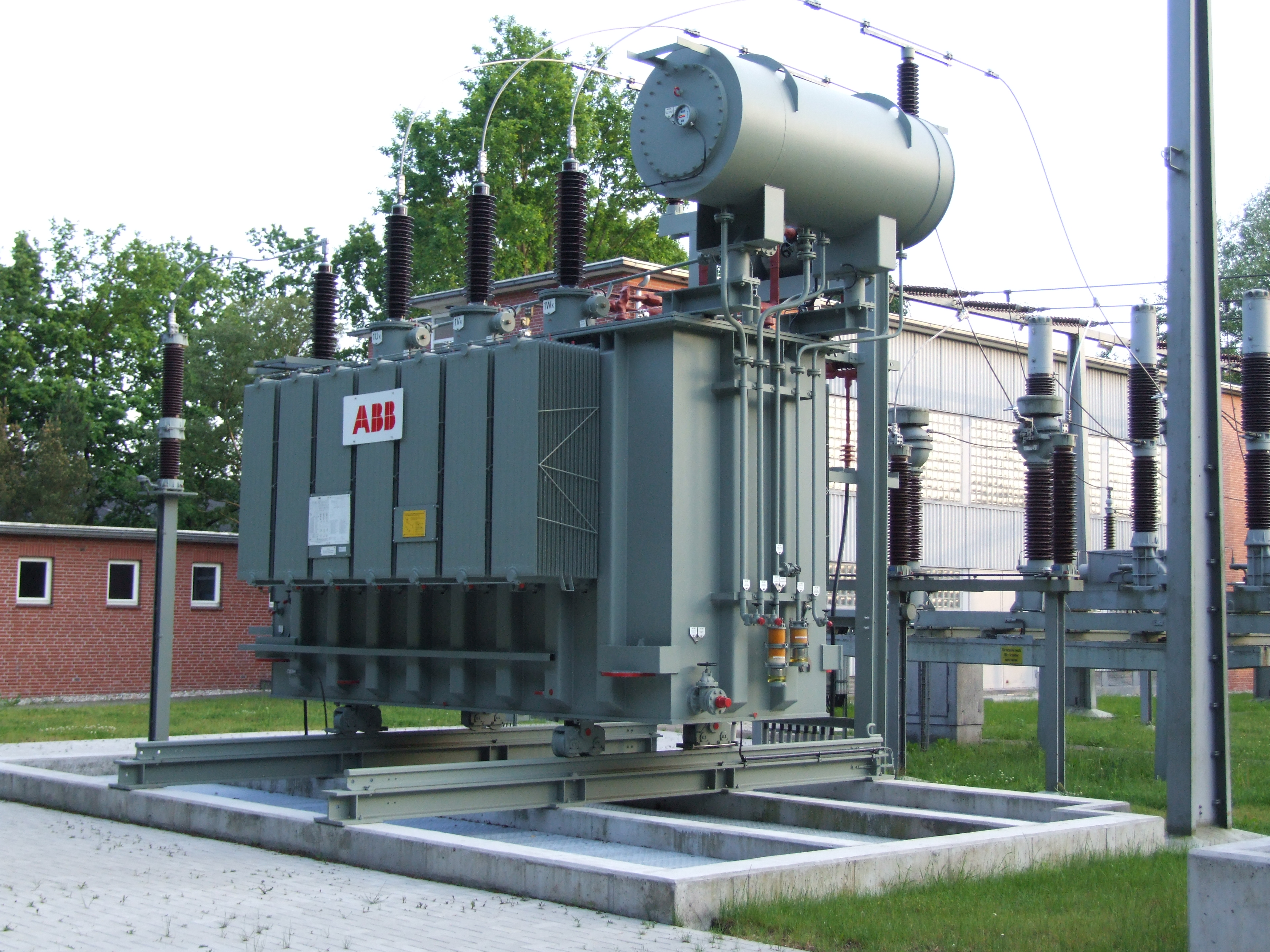
Transformator energetyczny. W prawym górnym rogu widoczny konserwator oleju.

Konserwator oleju – element układu chłodzenia w transformatorach olejowych.
Konserwator oleju jest to zbiornik (zwykle cylindryczny) umieszczony nad kadzią i połączony z nią, za pomocą rury. Jego zadaniem jest przyjmowanie nadmiaru oleju przy wzroście jego objętości spowodowanym jego nagrzewaniem się (wzrost temperatury pojawia się ze względu na występowanie  strat) i oddawaniem w przypadku zmniejszenia się objętości oleju schłodzonego. To zjawisko nazywamy oddychaniem transformatora. Ponadto dzięki zastosowaniu konserwatora zmniejsza się możliwość zawilgocenia oleju (olej jest bardzo higroskopijny, a zawilgocony olej traci właściwości izolacyjne), ponieważ w konserwatorze stykanie się jego z powietrzem jest utrudnione. Poza tym olej znajdujący się w konserwatorze ma niższą temperaturę niż olej w kadzi dzięki czemu jego utlenianie jest utrudnione.
W konserwatorze rurę łączącą go z kadzią mocuje się nieco powyżej jego dna, dzięki czemu zawsze znajduje się w nim pewna ilość oleju. Objętość konserwatora zwykle wynosi 10% pojemności kadzi.